# Plesiochactas mitchelli
Espèce
Plesiochactas mitchelli est une espèce de scorpions de la famille des Euscorpiidae.

## Distribution
Cette espèce se rencontre au Guatemala dans le département de Quetzaltenango et au Mexique au Chiapas.

## Description
La femelle décrite par Zárate-Gálvez et Francke en 2009 mesure 53,3 mm.

## Étymologie
Cette espèce est nommée en l'honneur de Robert W. Mitchell.

## Publication originale
- Soleglad, 1976 : A revision of the scorpion subfamily Megacorminae (Scorpionida: Chactidae). Wasmann Journal of Biology, vol. 34, no 2, p. 251-303.